# Dorset (Vermont)
Dorset est une ville située dans le comté de Bennington, dans l'État du Vermont, aux États-Unis.